# Château de Mercey
Pour les articles homonymes, voir Mercey (homonymie).
Le château de Mercey est situé sur la commune de Montbellet en Saône-et-Loire, dans un hameau, au bord du ruisseau de la Gravaise.

## Description

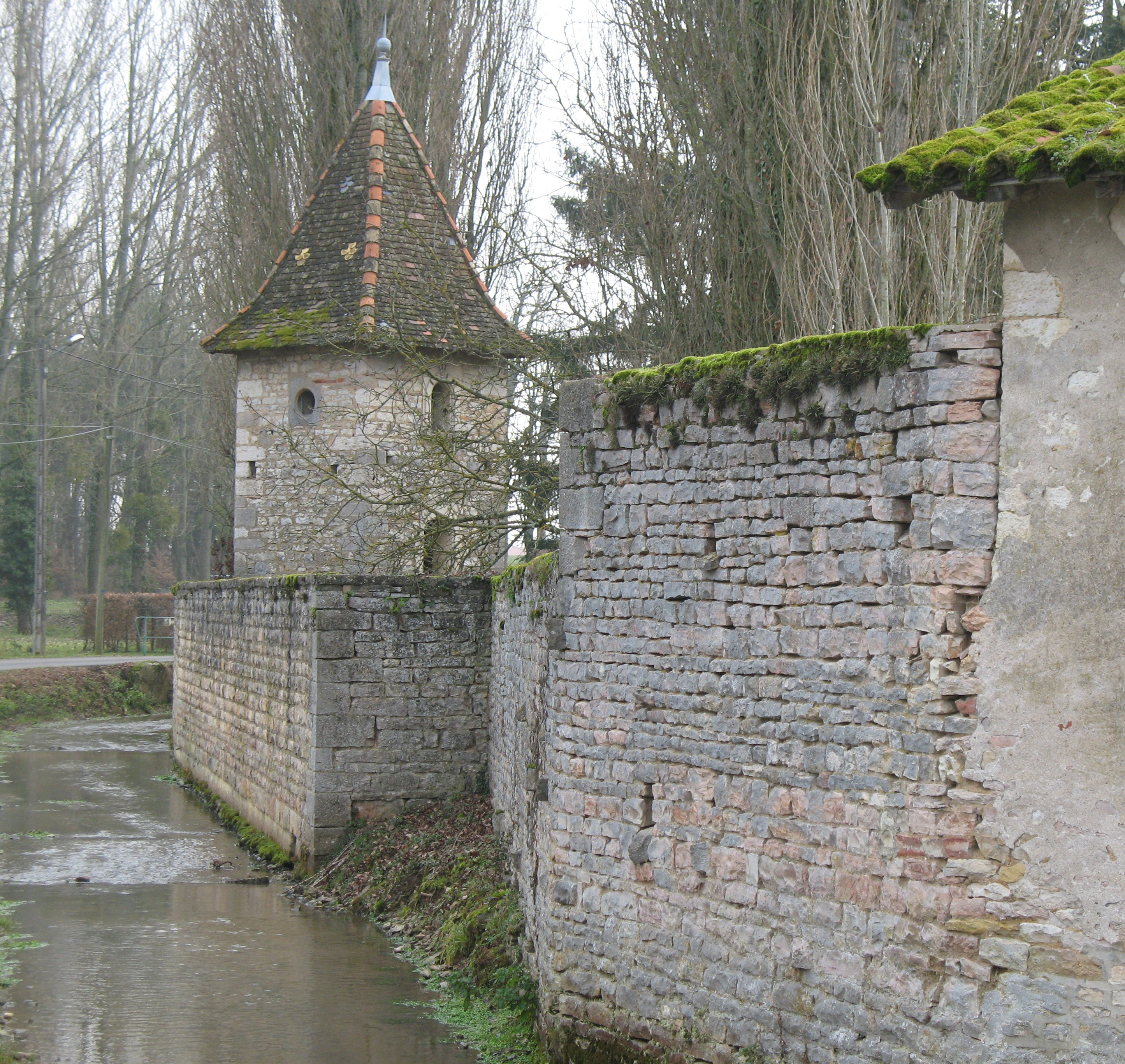
Château de Mercey - L'enceinte extérieure

Le corps principal, de plan rectangulaire sous un toit à croupes, est flanqué sur ses angles occidentaux de deux tours rondes, vestiges d'une maison forte antérieure, et, sur ses angles orientaux, de deux pavillons de même élévation que lui. Une porte, encadrée de pilastres toscans, portant un entablement horizontal, s'ouvre au centre de la façade orientale que précède une pièce d'eau.
Le château, propriété de la famille Legrand de Mercey, ne se visite pas.

## Historique
- XVe siècle : le château, cité pour la première fois et qui relève de la baronnie de Montbellet, appartient à la famille de Saint-André
- à partir du XVIe siècle :
  - le domaine échoit à François Bureteau, échevin de Tournus
  - par mariage, la propriété passe à Pierre Chesnard, grenetier au grenier à sel de Mâcon
  - la petite-fille du précédent porte le domaine à Émilian Noly, trésorier des États du Mâconnais
- 30 avril 1808 : la famille Noly vend le bien au baron Charles-Étienne Le Grand de Mercey (1755-1828), général d'Empire, qui en fait l'acquisition grâce à un don de 100 000 francs de l'empereur Napoléon Ier. La famille Le Grand de Mercey est toujours résidente du château.